# Дуньхуанські рукописи

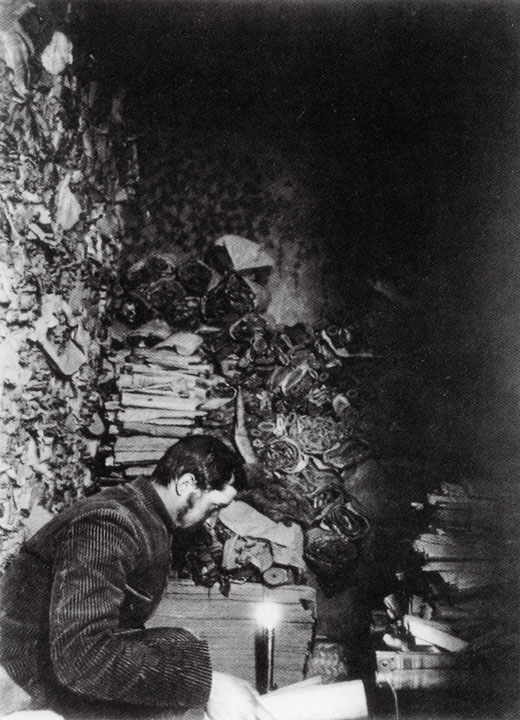
Поль Пелліо, який вивчає манускрипти в печері № 17. Фотографія Ш. Нуетта

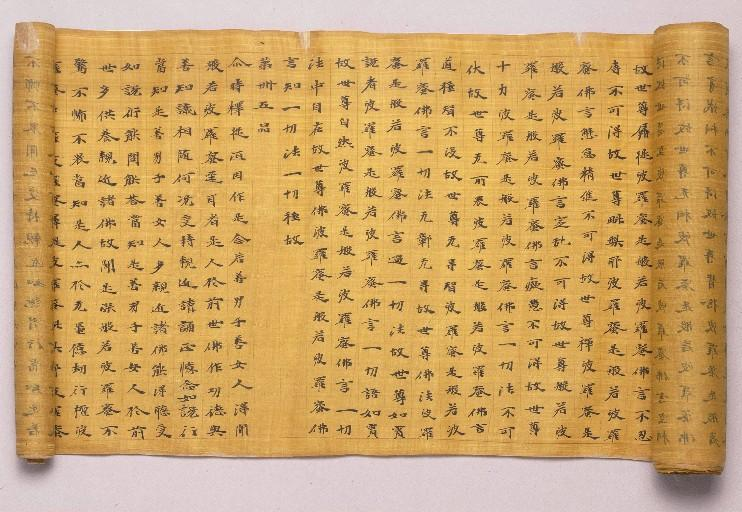
Сутра. Китайський манускрипт на шовку (V ст.), вивезений з Моґао експедицією Пеллі. Національна бібліотека Франції

Дуньхуанські рукописи — зібрання важливих релігійних і світських документів (бл. 20 000 об'єктів), виявлених в печерах Моґао в Дуньхуані, Китай на початку XX століття.

## Історія
Очевидно, документи помістили сюди в XI столітті, коли манускрипти стали витіснятися з ужитку друкованими книгами. Рукописи написані в V — початку XI століттях і включають роботи, починаючи від історії та математики і закінчуючи народними піснями і танцями. Хоча більшість релігійних документів складають тексти про буддизм, у зібранні наявні документи про даосизм, несторіанство і навіть юдаїзм. Вони написані, в основному, китайською і тибетською мовами, але присутні рукописи мовою палі, соґдійською, і раніше невідомими мовами, таких як хотаносакська.
Рукописи знайшов даоський чернець Ван Юаньлу. Пізніше він продав їх західним дослідникам — синологам, зокрема, Аурелю Стейну і Полю Пелліо, в тому числі найстаровиннішу в світі друковану книгу «Діамантова сутра» (бл. 868 року). Деякі з документів також придбали російські та японські науковці. Однак, все ж більшість рукописів залишилися в Китаї. Ті документи, які придбали західні науковці, сьогодні зберігаються в багатьох закладах по всьому світу, таких як: Національна бібліотека Китаю, Британська бібліотека й Національна бібліотека Франції. Частина документів у рамках Міжнародного дуньхуанського проекту була оцифрована і зараз знаходиться у вільному доступі в інтернеті.

## Класифікація

### За мовами
- Класична і розмовна (байхуа) китайська
- Іврит
- Хотаносакська
- Тибетська
- Старотюркські мови
- Староуйгурська
- Палі
- Санскрит
- Соґдійська
- Тангутська (Тангутське письмо)
- Тохарські мови

### За жанрами
- Релігійні рукописи
  - Буддійські і тибетські

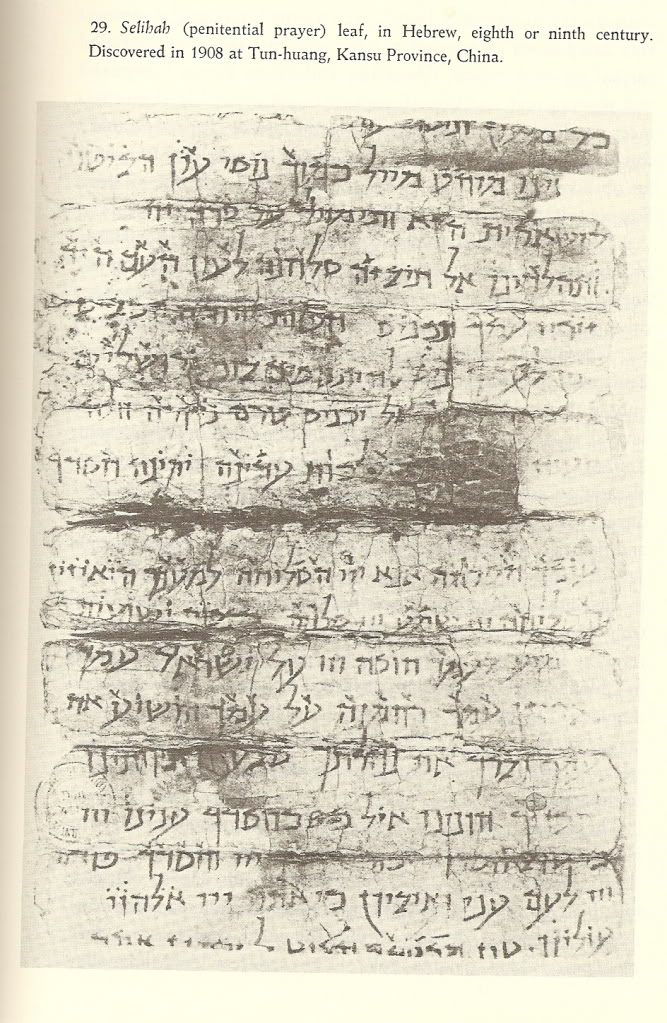
Selihah (покаянні молитви), написані на івриті. VIII або IX століття.

  - Даоські, в тому числі «Ху-хуа цзин» (рос. Лао-цзы просвещает варваров) і коментарі «Xiang'er» Школи небесних наставників до «Дао Де Цзін»
  - Юдейські покаянні молитви Selihah
  - Несторіанські, в тому числі «Канон про основи початкового» і «Гімн Святої Трійці» китайською мовою.
  - Маніхейські
- Рукописи з філософії, зокрема про конфуціанство, в тому числі стародавнє видання збірника афоризмів в коментарях Хуан Кана (Huang Kan,皇侃) і Шу цзін
- Література
  - Популярні розповіді за буддійським мотивами, відомі як bian wen (變文)
  - Народні пісні
  - Класична китайська поезія
- Історія, офіційна і місцева
  - давньотибетська хроніка
- Географія, в тому числі Wang wu tianzhu guo chuan
- Медицина
- Астрономія, в тому числі Дуньхуанська карта зоряного неба
- Математика
- Ворожіння, в тому числі «Книга ворожінь»
- Словники, в тому числі фрагменти Qieyun
- Ноти
- Нотація танців
- Різні документи, такі як контракти, бухгалтерські книги, боргові розписки